# Jonathan Roy (Sänger)

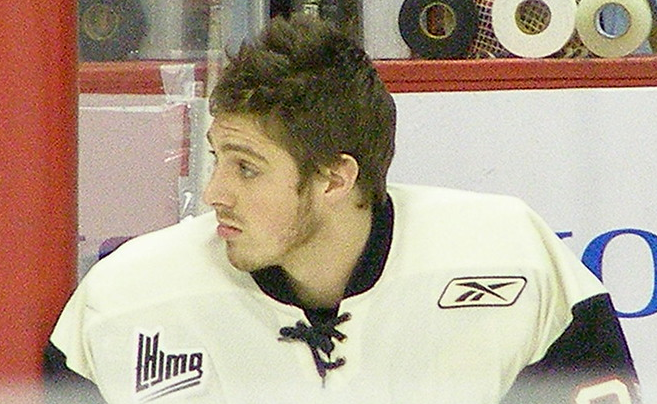
Roy als Spieler der Remparts de Québec

Jonathan Roy (* 15. März 1989 in Pointe-Claire, Québec) ist ein kanadischer Popsänger und Songwriter sowie ehemaliger Eishockeytorwart wie sein Vater Patrick Roy. Auch sein Bruder Frédérick Roy und sein Onkel Stéphane Roy waren Eishockeyspieler.

## Karriere
Roy verfolgte zunächst eine Karriere als Eishockeyspieler in den kanadischen Juniorenligen, wo er es bis zur Ligue de hockey junior majeur du Québec (LHJMQ) schaffte und zwischen 2007 und 2009 für die Remparts de Québec das Tor hütete. Diesen Weg gab er jedoch schon als Teenager zugunsten der Musik auf. Roy singt auf Englisch, er spricht zwar fließend Französisch, kann es jedoch weder lesen noch schreiben, da er in englische Schulen gegangen ist.
Indem er die Sportkarriere aufgab, distanziert Roy sich von dem Image, das ihm 2008 wegen einer Schlägerei bei einem Eishockeyspiel anhaftete. Er hatte einen Spieler der Saguenéens de Chicoutimi angegriffen und wurde deswegen für sieben Spiele gesperrt – sein Vater, der sein Coach war, wurde für fünf Spiele gesperrt.
Roy hatte mit 13 oder 14 Jahren angefangen, Gedichte zu schreiben, und im Alter von 16 oder 17 Jahren seine Gedichte in Songs umzuwandeln. Nachdem er zuvor drei Alben veröffentlicht hatte, wurde 2017 sein Major-Label-Debüt Mr. Optimist Blues veröffentlicht, das mehrere Songs enthält, die vom Popstar der 1980er Jahre Corey Hart geschrieben wurden. Corey Hart war es auch der Roy dazu aufgemuntert hatte, seinen Traum von einer Partnerin in einem Song zu verarbeiten (Songtitel: Daniella Denmark).

## Diskografie
Alben
- What I’ve Become (2009)
- Found My Way (2010)
- La route (französisch, 2011)
- Mr. Optimist Blues (2017)
- My Lullaby (2021)

Lieder
- La route (2012)
- Daniella Denmark (2016, CA: Gold)
- You’re My Ace (2016)
- Good Things (2017)
- Just Us (2019)
- Keeping Me Alive (2019, CA: Gold)
- Lost (2021)

## Auszeichnungen für Musikverkäufe
| Platin-Schallplatte - Polen - 2024: für das Lied Beautiful Day |

Anmerkung: Auszeichnungen in Ländern aus den Charttabellen bzw. Chartboxen sind in ebendiesen zu finden.
| Land/RegionAuszeichnungen für Musikverkäufe (Land/Region, Auszeichnungen, Verkäufe, Quellen) | Gold     | Platin  | Verkäufe | Quellen         |
| -------------------------------------------------------------------------------------------- | -------- | ------- | -------- | --------------- |
| Kanada (MC)                                                                                  | 3× Gold3 | —       | 120.000  | musiccanada.com |
| Polen (ZPAV)                                                                                 | —        | Platin1 | 50.000   | olis.pl         |
| Insgesamt                                                                                    | 3× Gold3 | Platin1 |          |                 |